# مسجد صيتيا علي
مسجد صيتيا علي يقع المسجد في بيكان موارا، وهو تقريبا على بعد خمسة وعشرين كيلومتر من مدينة بندر سري بكاوان عاصمة بروناي.

## البناء
تم بناء مسجد صيتيا علي في الثلاثين من شهر يوليو من عام 1960، على موقع أرض مساحتها 2،590 فدان، وأكتمل بناء المسجد في شهر نوفمبر تشرين الثاني من عام 1961، وبلغت تكلفة البناء في ذلك الوقت 250،000.00 دولار أمريكي.

## الافتتاح
افتتح مسجد صيتيا علي رسميا من قبل السلطان الحاج عمر علي صفي الدين سلطان بروناي دار السلام، في عام 1382 هـ الموافق الثامن من شهر يونيو من عام 1962، وتبلغ قدرة المسجد الاستيعابية لما يصل إلى 700 مصلي في وقت واحد، ومن بين التسهيلات المتاحة في المسجد قاعة متعددة الأغراض وغرف ومكاتب اجتماعات.

## وصلات خارجية
- موقع مسجد صيتيا علي على الخريطة
- ألبوم صور مسجد صيتيا علي